# Karl Magnussen
Karl August Magnussen (21 de abril de 1915 — 10 de abril de 1966) foi um ciclista dinamarquês que participava em competições do ciclismo de pista.
Magnussen foi um dos atletas que representou o seu país nos Jogos Olímpicos de 1936, em Berlim (União Soviética), onde terminou em quinto competindo na prova de velocidade.  Na perseguição por equipes, ele foi o oitavo colocado.